# Fahrenheit 451
Fahrenheit 451 ist ein dystopischer Roman von Ray Bradbury, der erstmals 1953 im Verlag „Ballantine Books“ (heute Random House) erschien und seitdem in zahlreiche Sprachen übersetzt wurde. Er basiert auf der Novelle The Fire Man von Bradbury, die in Galaxy Science Fiction (Vol. 1, No. 5, Feb. 1951) erschien. Der Titel des Romans bezieht sich auf die hier angenommene Zündtemperatur von Papier auf der in den USA gebräuchlichen Fahrenheit-Temperaturskala, was 233 Grad Celsius entspricht. Die erste deutschsprachige Übertragung stammt von Fritz Güttinger und erschien 1955 unter dem Titel Fahrenheit 451. Roman im Arche Verlag in Zürich. Thematische Vorläufer waren Bradburys Kurzgeschichten Die Verbannten (1949) und Ascher II (1950).

## Handlung
Fahrenheit 451 spielt in einem Staat, in dem es als schweres Verbrechen gilt, Bücher zu besitzen oder zu lesen. Die Gesellschaft wird vom politischen System abhängig, anonym und unmündig gehalten. Drogen und Videowände lassen dennoch keine Langeweile aufkommen. Selbständiges Denken gilt als gefährlich, da es zu antisozialem Verhalten führe und so die Gesellschaft destabilisiere. Bücher gelten als Hauptgrund für nicht systemkonformes Denken und Handeln.
Die Bücher aufzuspüren und zu vernichten ist Aufgabe der Feuerwehr. Die Bücher werden an Ort und Stelle verbrannt. Mechanische Spürhunde helfen beim Aufspüren und Jagen von Buchbesitzern und Staatsfeinden, die gefangen oder getötet werden. Auf den Helmen und Uniformen der Feuerwehr steht die Zahl 451, jene (von Bradbury angenommene) Fahrenheit-Temperatur, bei der Papier Feuer fängt und Bücher sich entzünden. Außerdem tragen die Uniformen einen Salamander auf der rechten Schulter, ein Tier, von dem es in Legenden heißt, es könne im Feuer leben.
Protagonist des Romans ist der 30-jährige Feuerwehrmann Guy Montag, der zunächst scheinbar kritiklos in diesem System funktioniert.  Durch die knapp 17-jährige Clarisse lernt er die Kunst der Worte, den Wert freien Denkens und die Schönheit der Natur kennen. Clarisse stellt ihm die Frage, ob er glücklich sei. Als seine Frau Mildred beinahe an einer angeblich versehentlichen Überdosis Schlaf- und Beruhigungstabletten stirbt, beginnt Montag, intensiver über Clarisses Frage nachzudenken, und gerät in Zweifel. Ihm fällt auch auf, dass in den Medien kaum über den Krieg berichtet wird, in den sein Land gerade verwickelt ist.
Bei einem seiner nächsten Einsätze wählt eine alte Frau den Freitod, indem sie sich selbst mit ihren Büchern verbrennen lässt. Sie will lieber sterben, als sich dem Druck des Systems zu beugen. Montag nimmt eines ihrer Bücher heimlich mit nach Hause. Traumatisiert bleibt Montag am Folgetag seiner Arbeit fern. Sein Vorgesetzter, Captain Beatty, sucht ihn auf und belehrt ihn über die Ursprünge der herrschenden Verhältnisse: Die Ablehnung von Literatur, Kultur und selbständigem Denken wurde nicht von der Regierung aufgezwungen, sondern vollzog sich schrittweise durch gesellschaftliche Veränderungen, die nach einer Nivellierung des allgemeinen Niveaus und staatlicher Zensur strebten, so dass alle Bürger intellektuell gleichgestellt sind und sich keine Minderheit diskriminiert fühlt. Beatty gibt an, selbst Bücher gelesen zu haben, die Lektüre habe ihm aber nichts Nützliches gegeben.
Montag will selbst Erfahrungen mit Büchern machen und überredet seine Frau, mit ihm zusammen zu lesen. Dabei stellt sich heraus, dass er bereits mehrere Bücher besitzt und diese in der Klimaanlage versteckt. Mildred reagiert abweisend, denn sie fühlt sich in ihrer gewohnten Aktivität stundenlangen Fernsehens gestört. In dieser Situation erkennt Montag, dass er Hilfe braucht, und sucht einen Mentor in dem pensionierten Literaturprofessor Faber, der noch miterlebt hat, wie in den Universitäten die kulturwissenschaftlichen Fachbereiche geschlossen wurden. Montag missachtet Fabers Warnung, sich unauffällig zu verhalten, und liest Mildred und ihren Freundinnen das Gedicht Dover Beach von Matthew Arnold vor. Daraufhin wird er von seiner Ehefrau bei seinem Vorgesetzten Beatty denunziert. Zur Strafe muss Montag mit seinem Flammenwerfer sein eigenes Haus mit den Büchern anzünden. Als Beatty zudem mit der Verhaftung Fabers droht, richtet Montag den Flammenwerfer auf seinen Vorgesetzten und tötet ihn. Mit Fabers Hilfe gelingt Montag die Flucht durch den Fluss in die Wälder außerhalb der Stadt. Dort schließt er sich einer Gruppe von Dissidenten an, die, von den Medien totgeschwiegen, in den Wäldern vor der Stadt leben und einmal gelesene Bücher im Gedächtnis bewahren, um sie vor dem Vergessen zu retten.
Während des Krieges wird die Stadt, in der Montag ehemals gelebt hat, durch einen Fliegerangriff fast völlig zerstört. Nach der Zerstörung machen sich die Dissidenten auf den Weg zurück in die Stadt, in der Hoffnung auf einen Neubeginn mit den Überlebenden.

## Die Gesellschaft
Die Gesellschaft wird im Roman nicht detailliert beschrieben, die politische Führung agiert allerdings offensichtlich autoritär und menschliche Bedürfnisse werden zur Herrschaftssicherung unterdrückt. Das Ziel staatlichen Handelns ist es, die Bevölkerung ununterbrochen mit simplen Mitteln zu beschäftigen, um Individuation und hieraus folgende Bedrohungen für das System zu verhindern. Dies wird zum Beispiel mit Fernsehshows erreicht, die über Videoleinwände im heimischen Wohnzimmer zu sehen sind und an denen sich die Zuschauer beteiligen können, aber auch durch große Vergnügungsparks. Viele Menschen sind aufgrund der ständigen Medienbeschallung durch Radio und Fernsehen dazu gezwungen, Schlafpillen zu sich zu nehmen, um überhaupt schlafen zu können.
Zudem ist die Gesellschaft sehr aggressiv. Soziale Zwänge bringen die Menschen, darunter vor allem die Jugendlichen, dazu, Mord als Spaß anzusehen. So werden beispielsweise Hetzjagden auf andere Bürger im Straßenverkehr zu alltäglichen Vergnügen. Auch Montags Flucht wird im Fernsehen übertragen und endet mit dem Tod eines Unschuldigen, der für Montag ausgegeben wird. Die Jugend ist auch durch die Schule unausgelastet und so sind die „Vergnügungsparks“ mehr im Sinne der Regelung von Aggressionen gedacht. Zusätzliche Verbote – z. B. zu langsam zu fahren – können einen Freigeist in Haft bringen.
Selbstständiges Denken ist in dieser Gesellschaft ein absolutes Tabu. Der allgemeinen Ansicht nach führt es nur dazu, dass die Menschen sich unsozial verhalten und die ganze Gesellschaft aus dem Gleichgewicht gebracht wird. Um genau dieses selbständige Denken zu vermeiden, wird die Gesellschaft pausenlos unterhalten.
Als Hauptfeind der Gesellschaft werden Bücher, etwa Romane, Biografien und Gedichte, gesehen, da sie Gefühle im Menschen hervorrufen und ihn in einen traurigen Zustand versetzen können. Bücher werden daher von der „Feuerwehr“ gesucht und verbrannt.
Die „Feuerwehr“ in dieser Dystopie ist nicht dazu da, Feuer zu löschen, sondern Feuer zu legen. Sie kann neben der Polizei als zweite Staatsgewalt angesehen werden. Menschen, die Bücher besitzen und lesen, sind Staatsfeinde, die verfolgt werden. Ihre Häuser und Bibliotheken werden von Feuerwehrmännern angezündet, wobei auch Tote in Kauf genommen werden. In der deutschen Übersetzung geht dabei eine Zweideutigkeit des Originaltextes verloren: Das im Original verwendete Wort für Feuerwehrmann ist nicht Fire-Fighter, sondern Fireman, was wörtlich übersetzt einfach Feuermann heißt und somit wörtlich auch als Brandstifter ausgelegt werden könnte.
Diese Verfassung der Gesellschaft wurde allerdings nicht durch die herrschende, totalitäre Regierung herbeigeführt. Vielmehr haben sich die Menschen durch ihren steigenden Medienkonsum, insbesondere durch das Fernsehen – und das Bemühen, durch Selbstzensur Kränkungen zu vermeiden – selbst in diese Lage gebracht.
Die gängige Meinung, der Roman warne vor einem totalitären Staat, der seine Macht durch Repression und Zensur zu sichern versucht, deckt sich nicht mit Aussagen Bradburys. Nach einem am 30. Mai 2007 in der L. A. Weekly erschienenen Artikel über Bradbury sagte er, dass seine ursprüngliche Absicht die Warnung vor der Zerstörung des Interesses an Büchern durch das Fernsehen war. Es gibt in der Gesellschaft des Romans nach wie vor – anscheinend freie – Wahlen (bei denen hauptsächlich die Attraktivität der Kandidaten ausschlaggebend ist), und das Bücherverbot ist von der Regierung nicht erfunden, sondern auf Wunsch des Volkes erlassen worden.

## Filme
François Truffaut verfilmte 1966 Fahrenheit 451. Die Hauptrolle des Feuerwehrmanns spielt Oskar Werner. Montags Frau und Clarisse werden in einer Doppelrolle von Julie Christie gespielt.
Die Geschichte weicht vom Roman etwas ab: Montags Frau heißt im Roman Mildred, im Film jedoch Linda. Clarisse ist im Roman ein knapp 17-jähriges Mädchen, das im Laufe der Handlung ums Leben kommt. Im Film dagegen ist Clarisse bereits älter und arbeitet als Lehrerin, die schließlich ihre Anstellung verliert und fliehen muss. Auch fehlt im Film die Rolle des alten Mannes Faber, eines ehemaligen Wissenschaftlers, der auf Seiten der geheimen „Bücherbewegung“ (im Film: Büchermenschen) steht und Montag wertvolle Hinweise zur Flucht aus der Stadt gibt (nur durch ihn konnte Montag in letzter Sekunde dem mechanischen Hund entrinnen). Im Film erfährt Montag durch Clarisse von den Büchermenschen und wie er den Weg zu ihnen finden kann.
Der Krieg aus der zweiten Hälfte des Buches, der am Ende zu einer völligen Zerstörung der Stadt durch eine Nuklearexplosion führt, wird im Film nur beiläufig erwähnt. Der Roboterhund, der den fliehenden Montag jagt, kommt nicht vor. Das Bücherverbot wird zu einem Verbot von jeglichem Geschriebenen ausgedehnt (im Buch können populäre Zeitschriften, das Fernsehen usw., aber wohl auch Fachliteratur für praktisch unmittelbar verwendbare Berufe und Wissenschaften durchaus auf Schrift zurückgreifen).
Der Film Equilibrium (2002) mit Christian Bale in der Hauptrolle ist inhaltlich stark an das Buch angelehnt. Im Film gilt es als schweres Verbrechen, Emotionen zu empfinden. Die Emotionen selbst werden mit Hilfe von Drogen unterdrückt. Die Hauptfigur gehört zur Gruppe der Grammaton-Kleriker, deren Aufgabe es ist, alle Gegenstände zu vernichten, die Emotionen hervorrufen können, besonders Kunstwerke. Im Verlauf der Handlung kommt auch die Hauptfigur mit Emotionen in Berührung und muss in den Untergrund flüchten.
Auch der Film The Book of Eli (2010) mit Denzel Washington lehnt sich an die Geschichte an. In dem Film werden nach einem Krieg alle Ausgaben der Bibel vernichtet, da man sie für gefährlich hält. Indem die Hauptfigur sie auswendig lernt, kann sie schließlich für die Nachwelt bewahrt werden.
2018 entstand unter dem Titel Fahrenheit 451 eine US-amerikanische Fernsehverfilmung unter der Regie von Ramin Bahrani mit Michael B. Jordan, Michael Shannon und Sofia Boutella in den Hauptrollen.

## Hörspiele
1970 produzierte der WDR ein fünfteiliges Hörspiel, das sich an der Romanvorlage orientierte. Unter der Regie von Günther Sauer sprachen u. a.:
- Hellmut Lange: Guy Montag
- Marianne Mosa: Mildred, seine Frau
- Heidi Fischer: Clarisse
- Hansjörg Felmy: Beatty
- Alfred Balthoff: Professor Faber
- Kurt Postel: Black
- Alf Marholm: Erzähler

1994 produzierte der MDR eine Hörspielfassung des Autorensyndikats Leipzig (Steffen Birnbaum, Christian Hussel und Wolfgang Zander), Regie Holger Rink.
Es sprachen u. a.:
- Heinrich Giskes: Guy Montag
- Vadim Glowna: Hauptmann Beatty
- Susanne Bard: Mildred
- Rolf Hoppe: Professor Faber
- Conny Wolter: Clarisse
- Hilmar Eichhorn: Black
- Marylu Poolman: Alte Frau

## Bühne
Die britische Theatergruppe „American Drama Group Europe“ hat das Buch auf die Bühne gebracht. Das Stück wird von vier Personen gespielt, die jeweils verschiedene Rollen spielen. Das Bühnenbild ist sehr modern, es gibt lediglich einige viereckige Schränke, die als Betten und Stühle fungieren. Es wird viel mit Musik und Lichteffekten gearbeitet.
Ray Bradbury schrieb selbst auch eine Theaterfassung des Romans.
2010 erarbeitete das Theater der Jugend in München unter dem Regisseur Gil Mehmert mit der Rockband Bananafishbones ein gleichnamiges Musiktheaterstück auf der Basis des Theaterstücks von Bradbury. Das Bühnenbild des Stücks besteht weitestgehend aus interaktiven Comic-Projektionen.
2020 bringt auch das Theater an der Gumpendorfer Straße eine Bühnenfassung nach Wien. Regisseurin ist Susanne Draxler, die gemeinsam mit Mimu Merz die Textfassung erarbeitet hat, Tina Clausen zeichnet für die Dramaturgie verantwortlich.
2025 inszenierte das Theater Bielefeld ein Musical, das den Text von Bradbury mit der Musik von Radiohead kombinierte. Es war die letzte Inszenierung des scheidenden Intendanten Michael Heicks, und die letzte Inszenierung der Bühnenfassung überhaupt, da die Rechte aufgrund eines geplanten Broadway-Musicals komplett zurückgerufen wurden.

## Trivia
- Der Titel Fahrenheit 451 bezieht sich auf die Temperatur, bei der sich Papier entzündet, ohne einer Flamme ausgesetzt zu sein.[7] Die Zündtemperatur von Büchern weicht aufgrund mehrerer Faktoren von 451 °F ab.[8]
- In einem Nachwort von 1979 weist Bradbury darauf hin, dass sein Werk vom Verlag durch kleine Änderungen „dem Zeitgeist angepasst“ worden sei. In der zuletzt (vor diesem Jahr) erschienenen Auflage gebe es 75 Abweichungen von der Erstauflage, wobei weder er als Autor gefragt noch dem Leser die Stellen kenntlich gemacht worden seien; und das bei einem Buch, das die Zensur zum Thema habe.
- Die erste Fassung des Romans unter dem Titel The Fire Man schrieb Bradbury 1950 im Keller der Bibliothek der University of California in Los Angeles auf einer Münzschreibmaschine. Er steckte jeweils 10-Cent-Stücke in die Schreibmaschine und schrieb gegen die ablaufende Zeit an. Insgesamt kostete ihn die erste Fassung 9,80 US-Dollar, schreibt Bradbury im Nachwort einer späteren Auflage.[9] Das entspricht einer heutigen Kaufkraft von ca. 94 US-Dollar (2020).
- Im Nachwort einer späteren Auflage erwähnt Bradbury, dass er unbewusst die Namen zweier Personen mit dem Thema Buch und Literatur in Bezug gesetzt habe: Montag ist ein amerikanischer Papierhersteller und Faber ein deutscher Bleistiftproduzent.
- Ray Bradbury gab später an, dass er bei Abfassung des Romans auch beeinflusst worden sei durch die Bücherverbrennung 1933 in Deutschland, die er als Kind miterlebt hatte und als Barbarei empfand.[10]
- Michael Moore, ein amerikanischer Regisseur, wählte den Titel seines Films Fahrenheit 9/11 in Anlehnung an Ray Bradburys Werk. Fahrenheit 9/11 ist laut Moore „The temperature where freedom burns“ (die Temperatur, bei der die Freiheit Feuer fängt). Dies geschah allerdings gegen den Willen von Bradbury. Dieser äußerte sich in einem Interview folgendermaßen: „Michael Moore ist ein dämlicher Drecksack. So denke ich über ihn. Er hat meinen Titel geklaut und die Zahlen ausgewechselt, ohne mich jemals um Erlaubnis zu fragen.“[11]
- 1984 wurde ein gleichnamiges Computerspiel in Form eines Textadventures für den Commodore 64 und andere Heimcomputer umgesetzt.
- Die deutsche Death-Metal-Band Burial Vault veröffentlichte 2013 ein Konzeptalbum mit dem Titel Incendium, das auf dem Roman basiert.
- Der 2015 beschlossene HTTP-Statuscode 451 für Zensur ist eine Anspielung auf den Roman.[12]
- In dem Spielfilm Der Buchladen der Florence Green von Regisseurin Isabel Coixet von 2017 spielt der Roman Fahrenheit 451 (neben Lolita von Vladimir Nabokov) eine zentrale Rolle.

## Sonstige Rezeption
Im Zuge wiederholter Agitationen gegen eine vorgebliche ‚Cancel Culture‘ und für das Verwenden von Kennzeichen verfassungswidriger Organisationen und verbotenen Schriftguts wird der Roman teils als Chiffre der Neuen Rechten verwendet, etwa in Form des Haus Montag in Pirna und der „Identitären- und FPÖ-nahen“ Aktion 451.

## Ausgaben
- Erstausgabe bei Ballantine Books, New York, NY 1953.
- deutsche Erstausgabe: Übersetzung von Fritz Güttinger, Arche, Zürich 1955.
- deutsche Taschenbuchausgabe als Ullstein TB 114, Frankfurt am Main 1956.
- DDR-Ausgabe mit einem Nachwort von Ekkehard Redlin im Das Neue Berlin, Berlin 1974.
- Taschenbuchausgabe im Heyne Verlag, 28 Auflagen zwischen 1968 und 2008, München, ISBN 978-3-453-16412-3.
- Als Doppelband mit Arthur C. Clarkes 2001: Odyssee im Weltraum, Verlag Das Beste (= Unterwegs in die Welt von morgen, Band 4), Stuttgart 1988
- vollständig überarbeitete Neuausgabe mit der Übersetzung von Fritz Güttinger bei Diogenes, Zürich 2008, ISBN 978-3-257-06651-7; Neuauflage 2013, ISBN 978-3-257-26104-2 (= diogenes deluxe).
- von Jürgen Langowski nachbearbeitete Übersetzung von Fritz Güttinger, mit der Original-Geschichte Der Feuerwehrmann und einem Nachwort von Sascha Mamczak, bei Heyne, München 2010, ISBN 978-3-453-52703-4 (Jubiläumssonderausgabe zum 90. Geburtstag von Ray Bradbury).
- Norbert Köhn (Hrsg.): Ray Bradbury: Fahrenheit 451 (Fremdsprachentexte), Reclam, Stuttgart 1991, ISBN 978-3-15-009270-5 (englisch).
- Neuübersetzung von Peter Torberg bei Diogenes, Zürich 2020, ISBN 978-3-257-07140-5.

## Comics
- Tim Hamilton (Illustrator); Fritz Güttinger (Übers.): Fahrenheit 451. Graphic Novel.
  - Rezension: Georg Seeßlen: Spiel mit dem Feuer. Ist eine Comicversion von „Fahrenheit 451“, dem Roman über das Verschwinden der Texte und den Sieg der Bilder, nicht eine Erfüllung der eigenen Dystopie? Konkret 6, 2010, S. 49
- Fahrenheit 451. Graphic Novel, Eichborn, Frankfurt 2010, ISBN 3-8218-6106-1 (kleines Format)
- In einem Donald-Duck-Comic Lustiges Taschenbuch Band 243: Heiße Tage in Afrika wurde die Geschichte unter dem Namen „Celsius 154“ aufgegriffen. Allerdings geht es hier um Musik, die der Präsident (dargestellt von Dagobert Duck) verboten hat. Donald als Feuerwehrmann soll sie vernichten[15].